# Metabolismo primario de las plantas
Se le llama metabolismo primario de las plantas a los procesos químicos que intervienen de forma directa en la supervivencia, crecimiento y reproducción de las plantas. Son procesos químicos pertenecientes al metabolismo primario de las plantas: la fotosíntesis, la respiración, el transporte de solutos, la translocación, la síntesis de proteínas, la asimilación de nutrientes, la diferenciación de tejidos, y en general la formación de carbohidratos, lípidos y proteínas que intervienen en estos procesos o son parte estructural de las plantas.
Son metabolitos primarios de las plantas los compuestos químicos que intervienen en los procesos mencionados: los aminoácidos destinados a la formación de proteínas, los nucleótidos, los azúcares....
Debido a su carácter universal en el Dominio de las plantas, los procesos que intervienen en el metabolismo primario y sus metabolitos, se encuentran en todas las plantas sin excepción.
El concepto de metabolitos primarios fue creado en contraposición al de metabolitos secundarios de las plantas, que no cumplen un rol directo en la supervivencia de la planta y por lo tanto su ausencia no es letal para esta, aunque sí cumplen importantes roles de defensa, atracción de polinizadores, entre otros.